# Geghard
Samostan Geghard ili Geghardavank (armenski: Գեղարդավանք, što znači "Samostan koplja") je jedinstven samostanski kompleks Armenske apostolske Crkve u armenskoj pokrajini Kotajk, dijelom isklesan iz stijena planine koja ga okružuje. 
Samostan je u 4. stoljeću osnovao Sveti Grgur Prosvjetitelj na mjestu gdje se u špilji nalazio sveti izvor. Zbog toga se samostan najprije zvao Ajrivank, tj. "Špiljski samostan". Današnji naziv je dobio prema "svetom koplju", tj. koplju kojim je ranjen Isus Krist na Raspelu, koje je navodno u Armeniju donio Apostol Sveti Juda Tadej, a koje je čuvano u ovom samostanu. Danas se može vidjeti u Ečmijadzinskoj riznici.
Fantastične strme stijene koje okružuju samostan su dio klanca gornjeg toka rijeke Azat koje su, zajedno sa samostanom Geghard, upisane na UNESCO-ov popis mjesta svjetske baštine u Aziji i Oceaniji 2000. godine.
Izvorni samostan su uništili Arapi u 9. stoljeću, i on je obnovljen u 12. i 13. stoljeću za vrijeme srednjovjekovne Bagratidske Armenije, ponajviše zahvaljujući novčanoj pomoći mnogih hodočasnika koji su dolazili vidjeti relikvije sv. Andrije i sv. Tadeja. Samostan je tada bio poznat kao "Samostan sedam crkava" ili "Samostan četrdesed oltara".
Neke od građevina u samostanu su isklesane iz živih stijena (poput najstarije građevine, kapele sv. Grgura iz 1177.), dok su neke samo preoblikovane špilje (poput grobnice kneževa, zamatoun iz 1283.), ali najljepše su raskošne građevine koje su spojene na prirodne špilje kao dijelove unutrašnjosti. U tradiciji armenske narodne arhitekture, građevine su pokrivena slojevitim krovovima, gdje su središnji viši i stoje na četiri snažna stupa unutar građevine. Takva je i glavna crkva (Kathoghikè) izgrađena 1215. godine. Ona je klasična armenska crkva tlocrta upisanog križa s kupolom na sjecištu njegovih krakova koja je iznutra ime stalaktite (najbolji primjer ove tehnike u Armeniji). U njezinim kutovima nalaze se male dvokatne kapele, a unutarnji zidovi su ukrašeni mnogim reljefima simbola i natpisima pokrovitelja. Njezin gavit (narteks) je povezuje s najstarijom isklesanom crkvom.
Samostan je u 13. stoljeću dobio vodoopskrbni sustav i zatvoren je visokim zidinama, a monasi su živjeli u ćelijama isklesanima u stijenama ispred ulaza u zidinama. U cijelom krajoliku nalaze se i mnogi hačkari (kameni križevi), također dijelom izgrađeni, a dijelom isklesani u stijenama.
- Karta Samostana Geghard
- Samostanska crkva
- Unutrašnjost stare crkve
- Kupola crkve obitelji Prošian
- Geghardski hačkari

## Poveznice
- Ečmijazdinska katedrala
- Samostani Haghpat i Sanahin
- Armenska umjetnost

## Vanjske poveznice
- Geghard na Armenica.org
- Fotografije Samostana Geghard na ourplaceworldheritage.com  Arhivirana inačica izvorne stranice od 15. srpnja 2011. (Wayback Machine) Posjećeno 11. ožujka 2011.